# Campeonato de Apertura 1960 (Perú)
El Campeonato de Apertura 1960 fue la decimosexta edición de este torneo. Participaron los cuatro mejores equipos del Campeonato Peruano de Fútbol de 1959 a excepción de Universitario de Deportes que fue reemplazado por Ciclista Lima. La organización correspondía a la Asociación Central de Fútbol (ACF), antigua denominación de la actual Asociación Deportiva de Fútbol Profesional (ADFP).
El campeón del torneo fue Sport Boys.

## Equipos participantes
| Club                | Vía de clasificación                                |
| ------------------- | --------------------------------------------------- |
| Sport Boys          | Subcampeón del Campeonato Peruano de Fútbol de 1959 |
| Centro Iqueño       | Tercero del Campeonato Peruano de Fútbol de 1959    |
| Deportivo Municipal | Cuarto del Campeonato Peruano de Fútbol de 1959     |
| Ciclista Lima       | Sexto del Campeonato Peruano de Fútbol de 1959      |

## Resultados

### Primera fecha
| 26 de junio de 1960 | Deportivo Municipal | 4:1 | Ciclista Lima | Estadio Nacional, Lima |  |

| 26 de junio de 1960 | Sport Boys | 2:2 | Centro Iqueño | Estadio Nacional, Lima |  |

### Segunda fecha
| 3 de julio de 1960 | Centro Iqueño | 4:2 | Ciclista Lima | Estadio Nacional, Lima |  |

| 3 de julio de 1960 | Deportivo Municipal | 1:3 | Sport Boys | Estadio Nacional, Lima |  |

### Tercera fecha
| 24 de julio de 1960 | Deportivo Municipal | 2:2 | Centro Iqueño | Estadio Nacional, Lima |  |

| 24 de julio de 1960 | Sport Boys | 1:0 | Ciclista Lima | Estadio Nacional, Lima |  |

## Tabla de posiciones
| Pos. | Equipo              | PJ | PG | PE | PP | GF | GC | Dif. | Puntos |
| ---- | ------------------- | -- | -- | -- | -- | -- | -- | ---- | ------ |
| 1°   | Sport Boys          | 3  | 2  | 1  | 0  | 6  | 3  | +3   | 5      |
| 2°   | Centro Iqueño       | 3  | 1  | 2  | 0  | 8  | 6  | +2   | 4      |
| 3°   | Deportivo Municipal | 3  | 1  | 1  | 1  | 7  | 6  | +1   | 3      |
| 4°   | Ciclista Lima       | 3  | 0  | 0  | 3  | 3  | 9  | -6   | 0      |

|                                |
| Campeón Campeonato de Apertura |
| Sport Boys 3.er título         |